# نژارکا ۲۳۹۰
سیارک ۲۳۹۰ (به انگلیسی: 2390 Nezarka، نامگذاری:1980PA1) دو هزار و سیصد و نودمین سیارک کشف شده‌است که در ۱۴ اوت ۱۹۸۰ کشف شد.
قدر مطلق سیارک برابر ۱۲٫۲۰ است.